# 武威山烏皮茶
武威山烏皮茶（學名：Pyrenaria buisanensis），为山茶科核果茶屬下的一个种；最初命名為武威山茶，又名臺灣石筆木，曾被歸類為山茶屬。

## 歷史
數百年來台灣植物學界從未見過武威山烏皮茶的「真面目」，僅從文獻記載得知。
1918年，臺灣總督府技師佐佐木舜一採集過；1890年英國人亨利·奧古斯丁（A. Henry）在高雄採集的武威山茶標本就存放在倫敦著名的邱園。而副份標本，目前蒐藏在美國國家標本館中的號標本。
《台灣植物誌》（Flora of Taiwan，1996年）這本書內容中，也只依據日本植物學家佐佐木舜一的文獻，相關描述記載，沒有圖案也沒有引用標本。
武威山茶歸屬為山茶屬、石筆木屬或是烏皮茶屬曾有長年爭議，目前藉由實體的發現已確認為烏皮茶屬，並正名為「武威山烏皮茶」。
2003年，由國立屏東科技大學森林系採集後，移植到溫室復育。

## 分佈
為台灣特有種，野外僅在屏東縣瑪家鄉的真笠山發現兩株。另有少量人工以前述兩株之種子及枝條扦插所培育的植株.

## 用途
嫩葉製茶、觀賞。